# جابرييل تينتي
جابرييل تينتي (بالإيطالية: Gabriele Tinti)‏ هو ممثل إيطالي، ولد في 22 أغسطس 1932 بمولينيلا في إيطاليا، وتوفي في 12 نوفمبر 1991 بروما في إيطاليا بسبب نوبة قلبية.

## وصلات خارجية
- جابرييل تينتي على موقع IMDb (الإنجليزية)
- جابرييل تينتي على موقع ألو سيني (الفرنسية)
- جابرييل تينتي على موقع أول موفي (الإنجليزية)
- جابرييل تينتي على موقع قاعدة بيانات الأفلام السويدية (السويدية)
- جابرييل تينتي على موقع قاعدة بيانات الفيلم (الإنجليزية)
- جابرييل تينتي على موقع كينوبويسك (الروسية)